# Roman Smirnov
Pour les articles homonymes, voir Smirnov.
 (janvier 2013).
Roman Petrovitch Smirnov (en russe : Роман Петрович Смирнов) (né le 2 septembre 1984 à Moscou) est un athlète russe, spécialiste du sprint. Il mesure 1,84 m pour 74 kg. Son club est le Luch Moscou.

## Meilleures performances
- 60 m en salle : 6 s 74 	1. v2Nat	Minsk	1 Mar 2002
- 100 m : 10 s 35 	 2.0 	5 	Joukovski	9 Jun 2007
- 200 m : 20 s 72 	 0.5 	1 	Sotchi 27 mai 2007

## Palmarès

### Championnats du monde d'athlétisme
- Championnats du monde d'athlétisme de 2007 à Osaka ( Japon) 
  - 6e sur 4 x 100 m (demi-finale) en 39 s 08, meilleur temps de la saison pour la Russie.